# World Games 2017/Teilnehmer (Monaco)
| Gelbes Symbol für Goldmedaillen mit stilisierten Olympischen Ringen | Graues Symbol für Silbermedaillen mit stilisierten Olympischen Ringen | Braundes Symbol für Bronzemedaillen mit stilisierten Olympischen Ringen |
| ------------------------------------------------------------------- | --------------------------------------------------------------------- | ----------------------------------------------------------------------- |
| —                                                                   | —                                                                     | —                                                                       |

Monaco nahm in Breslau an den World Games 2017 teil. Die monegassische Delegation bestand aus nur zwei Athleten, die beide an den Wettbewerben im Boules teilnahmen.

## Teilnehmer nach Sportarten

### Boules
| Athleten           | Wettbewerb             | Qualifikation | Qualifikation | Halbfinale    | Halbfinale    | Finale        | Finale        | Rang |
| Athleten           | Wettbewerb             | Punkte        | Rang          | Gegner        | Ergebnis      | Gegner        | Ergebnis      | Rang |
| ------------------ | ---------------------- | ------------- | ------------- | ------------- | ------------- | ------------- | ------------- | ---- |
| Männer             |                        |               |               |               |               |               |               |      |
| Alexandre Trichard | Schießspiel            | 51            | 7             | ausgeschieden | ausgeschieden | ausgeschieden | ausgeschieden | 7    |
| Florian Valerie    | Präzisions-Schießspiel | 9             | 8             | ausgeschieden | ausgeschieden | ausgeschieden | ausgeschieden | 8    |